# Obraz Matki Bożej Pocieszenia (Sulejówek)
Obraz Matki Bożej Pocieszenia – obraz Matki Bożej znajdujący się w kościele Najświętszej Maryi Panny w Sulejówku.

## Historia Obrazu
Proboszcz parafii Najświętszej Maryi Panny Matki Kościoła w Sulejówku otrzymał ten obraz od znajomej rodziny. Według ofiarodawców miał on kilkaset lat. Obraz został ofiarowany parafii i po remoncie dolnego kościoła w 1995 umieszczony został w ołtarzu głównym. Intronizacji obrazu dokonał bp Stanisław Kędziora

## Opis Obrazu
Wizerunek przedstawia Madonnę trzymającą na lewym ręku Dziecię Jezus, które prawą rękę unosi w geście błogosławieństwa, w drugiej zaś trzyma księgę i spogląda na Matkę. Maryja ubrana jest w srebrną szatę ze złotymi lamówkami. Wokół głowy Matki Bożej są dwaj aniołowie, którzy podtrzymują koronę na jej głowie. Złote promienie aureoli otaczają głowy obu postaci. Zniszczenie obrazu wskazywało na jego wiek oraz na kult jakim się cieszył. Były na nim ślady wbijanych gwoździ, którymi były przytwierdzane wota oraz ryngrafy. Podczas renowacji określono czas jego powstania na XVII wiek o czym świadczyły cechy bizantyjskie wizerunku.

## Koronacja Obrazu
20 maja 1998 Stolica Apostolska na prośbę bpa Kazimierza Romaniuka wydała zgodę na koronację obrazu. Uroczystość koronacji obrazu odbyła się 31 maja 1998. Przewodniczył jej bp Romaniuk przy udziale licznego duchowieństwa oraz tysięcy wiernych.